# Ільїн Олексій Миколайович
Олексій Миколайович Ільїн (24 вересня 1944, село Друї, тепер Красногородського району Псковської області, Російська Федерація — 14 жовтня 1996, місто Москва, Російська Федерація) — радянський державний діяч, 2-й секретар ЦК КП РРФСР, 1-й секретар Псковського обласного комітету КПРС. Член ЦК КПРС у 1990—1991 роках. Народний депутат СРСР (1989—1991). Кандидат економічних наук (1985).

## Життєпис
У 1962—1963 роках — студент Великолуцького сільськогосподарського інституту.
З 1963 по 1966 рік служив у Радянській армії.
Член КПРС з 1966 року.
У 1966—1971 роках — студент заочного відділення Великолуцького сільськогосподарського інституту. У 1967 році — секретар комітету ВЛКСМ Великолуцького сільськогосподарського інституту.
У 1967—1969 роках — 1-й секретар Великолуцького міського комітету ВЛКСМ Псковської області.
У 1969—1971 роках — 2-й секретар Псковського обласного комітету ВЛКСМ.
У 1971—1973 роках — відповідальний організатор ЦК ВЛКСМ.
У січні 1973 — 1975 року — 1-й секретар Псковського обласного комітету ВЛКСМ.
У 1975—1979 роках — 1-й секретар Куньїнського районного комітету КПРС Псковської області.
У 1979—1988 роках — секретар Псковського обласного комітету КПРС.
У 1986 році закінчив заочно Академію суспільних наук при ЦК КПРС.
У грудні 1988 — 18 вересня 1990 року — 1-й секретар Псковського обласного комітету КПРС.
Одночасно в березні — вересні 1990 року — голова Псковської обласної ради народних депутатів.
У вересні 1990 — серпні 1991 року —  2-й секретар ЦК КП РРФСР, член Політбюро ЦК КП РРФСР.
Помер 14 жовтня 1996 року в Москві. Похований на Троєкуровському цвинтарі Москви.